# دیدارهای فوتبال ایران و تایلند
تیم ملی ایران و تیم ملی تایلند تاکنون ۱۴ بار در مقابل یکدیگر قرار گرفته‌اند. حاصل این بازیها، ۱۱ پیروزی برای ایران و ۳ تساوی بوده‌است 
در این بازیها جمعاً ۳۷ گل به ثمر رسیده‌است که سهم ایران ۳۲ گل و سهم تایلند ۵ گل است.
بازیهای رسمی بین این دو تیم سه بار با تساوی به پایان رسیده‌است.

## اولین بازی
اولین بازی بین این دو تیم در تاریخ ۲۳ اردیبهشت ۱۳۵۱ از سری مسابقات جام ملت‌های آسیا ۱۹۷۲ برگزار شد که با نتیجه ۳ بر ۲ به سود تیم ملی ایران تمام شد.
در این بازی که تیم تایلند با گلهای دقایق ۶۹ و ۷۰ دو بر صفر از تیم ملی ایران پیش افتاده بود در حدود ۶ دقیقه سه گل از علی جباری دریافت کرد تا هم در اولین بازی خود در برابر ایران تیم بازنده باشد و هم سریعترین هتریک تاریخ فوتبال ایران در بازیهای ملی رقم بخورد

## بهترین برد
بهترین برد تیم ملی ایران در برابر تیم ملی تایلند کسب نتیجه ۵ بر ۰ میباشد که در سال ۱۳۶۳ حاصل شده است
تیم ملی تایلند هیچ بردی در برابر ایران نداشته است

## فاصله بین بردها
تیم ملی ایران تجربه کسب برد در شش بازی متوالی در برابر تیم ملی تایلند را دارد
بیشترین فاصله‌ای که بین دو برد تیم ملی ایران افتاده است ۲ بازی میباشد (هر دو بازی مساوی)

## بررسی کلی بازیها
| بردهای ایران  | ۱۱ بازی |              | گل‌های ایران | ۳۲ گل                            |         | بازی‌های برگزار شده در ایران | ۴ بازی |
| مساوی         | ۳ بازی  | گل‌های تایلند | ۵ گل        | بازی‌های برگزار شده در کشور بی‌طرف | ۵ بازی  |                             |        |
| بردهای تایلند | ۰ بازی  |              |             | بازی‌های برگزار شده در تایلند     | ۵ بازی  |                             |        |
| مجموع بازی‌ها  | ۱۴ بازی | مجموع گل‌ها   | ۳۷ گل       | مجموع بازی‌ها                     | ۱۴ بازی |                             |        |

## عنوان بازیها
| #   | عنوان بازی              | تعداد بازی | برد ایران | برد تایلند | مساوی |
| --- | ----------------------- | ---------- | --------- | ---------- | ----- |
| ۱   | مقدماتی جام ملتهای آسیا | ۵          | ۴         | -          | ۱     |
| ۲   | مقدماتی جام جهانی       | ۴          | ۳         | -          | ۱     |
| ۳   | جام ملتهای آسیا         | ۴          | ۳         | -          | ۱     |
| ۴   | دوستانه                 | ۱          | ۱         | -          | -     |
| جمع | جمع                     | ۱۴         | ۱۱        | -          | ۳     |

| عملکرد دو تیم در بازیهای رسمی | عملکرد دو تیم در بازیهای رسمی | عملکرد دو تیم در بازیهای رسمی | عملکرد دو تیم در بازیهای رسمی |
| ----------------------------- | ----------------------------- | ----------------------------- | ----------------------------- |
| بازی                          | برد ایران                     | برد تایلند                    | مساوی                         |
| ۱۳ بازی                       | ۱۰ بازی                       | ۰ بازی                        | ۳ بازی                        |

## میزبان و میهمان
| بازیهایی که در ایران برگزار شده است       | بازیهایی که در ایران برگزار شده است | بازیهایی که در ایران برگزار شده است | بازیهایی که در ایران برگزار شده است |
| تیم                                       | برد                                 | مساوی                               | باخت                                |
| ----------------------------------------- | ----------------------------------- | ----------------------------------- | ----------------------------------- |
| ایران                                     | ۴                                   | ۰                                   | ۰                                   |
| تایلند                                    | ۰                                   | ۰                                   | ۴                                   |
| بازیهایی که در تایلند برگزار شده است      |                                     |                                     |                                     |
| تیم                                       | برد                                 | مساوی                               | باخت                                |
| ایران                                     | ۳                                   | ۲                                   | ۰                                   |
| تایلند                                    | ۰                                   | ۲                                   | ۳                                   |
| بازیهایی که در کشوری بی‌طرف برگزار شده است |                                     |                                     |                                     |
| تیم                                       | برد                                 | مساوی                               | باخت                                |
| ایران                                     | ۴                                   | ۱                                   | ۰                                   |
| تایلند                                    | ۰                                   | ۱                                   | ۴                                   |

## فهرست کلی بازیها
| #  | تاریخ      | نتیجه بازی         | شهر / ورزشگاه                | عنوان بازیها                  | گلزنان                                                                           |
| -- | ---------- | ------------------ | ---------------------------- | ----------------------------- | -------------------------------------------------------------------------------- |
| ۱۴ | ۱۳۹۲/۸/۲۴  | ایران ۳ - ۰ تایلند | بانکوک، تایلند، راجامانگالا  | مقدماتی جام ملت‌های آسیا ۲۰۱۵  | دژاگه (۲۸) – قوچان نژاد (۴۲) – جهانبخش (۹۰)                                      |
| ۱۳ | ۱۳۹۲/۷/۲۳  | ایران ۲ - ۱ تایلند | تهران، ایران، آزادی          | مقدماتی جام ملت‌های آسیا ۲۰۱۵  | جلال حسینی (۶۷) – رضا قوچان‌نژاد (۶۹) تیراسیل دانگدا                              |
| ۱۲ | ۱۳۸۸/۱۲/۱۲ | ایران ۱ - ۰ تایلند | تهران، ایران، آزادی          | مقدماتی جام ملت های آسیا ۲۰۱۱ | جواد نکونام (۹۰)                                                                 |
| ۱۱ | ۱۳۸۷/۱۱/۹  | ایران ۰ - ۰ تایلند | بانکوک، تایلند، راجامانگالا  | مقدماتی جام ملت های آسیا ۲۰۱۱ | [ ۵ ]                                                                            |
| ۱۰ | ۱۳۸۳/۴/۳۰  | ایران ۳ - ۰ تایلند | چونگ‌کینگ، چین                | جام ملت‌های آسیا ۲۰۰۴          | عنایتی (۷۰) نکونام (۸۰) علی دایی (۸۶-پ)                                          |
| ۹  | ۱۳۸۰/۷/۱۳  | ایران ۱ - ۰ تایلند | تهران، ایران، آزادی          | مقدماتی جام جهانی ۲۰۰۲        | علیرضا واحدی نیکبخت (۳۹)                                                         |
| ۸  | ۱۳۸۰/۶/۱۰  | ایران ۰ - ۰ تایلند | بانکوک، تایلند، راجامانگالا  | مقدماتی جام جهانی ۲۰۰۲        | [ ۸ ]                                                                            |
| ۷  | ۱۳۷۹/۷/۲۴  | ایران ۱ - ۱ تایلند | بیروت، لبنان، کمیل شمعون     | جام ملت‌های آسیا ۲۰۰۰          | علی دایی (۷۳) ** سیکسان بیتورات (۱۲)                                             |
| ۶  | ۱۳۷۵/۹/۱۹  | ایران ۳ - ۱ تایلند | دبی، امارات، آل مکتوم        | جام ملت‌های آسیا ۱۹۹۶          | سعداوی (۳۴) – میناوند (۵۶) – دایی (۷۰) کیاتیسوک (۸۰)                             |
| ۵  | ۱۳۶۸/۳/۹   | ایران ۳ - ۰ تایلند | تهران، ایران، آزادی          | مقدماتی جام جهانی ۱۹۹۰        | فرشاد پیوس (۳۳ و ۶۴) – محسن گروسی (۴۲)                                           |
| ۴  | ۱۳۶۷/۱۲/۴  | ایران ۳ - ۰ تایلند | بانکوک، تایلند               | مقدماتی جام جهانی ۱۹۹۰        | باوی (۱۲) – قایقران (۲۸) – گروسی (۸۷)                                            |
| ۳  | ۱۳۶۵/۶/۲۷  | ایران ۴ - ۰ تایلند | سئول، کره جنوبی              | بازی دوستانه                  | کریم باوی – حمید درخشان – فرشاد پیوس عبدالعلی چنگیز                              |
| ۲  | ۱۳۶۳/۵/۲۰  | ایران ۵ - ۰ تایلند | جاکارتا، اندونزی، بونگ کارنو | مقدماتی جام ملت‌های آسیا ۱۹۸۴  | محمود معمار (۲۵) – حمید علیدوستی (۳۱ و ۶۳) ناصر محمدخانی (۵۵) – حمید درخشان (۸۱) |
| ۱  | ۱۳۵۱/۲/۲۳  | ایران ۳ - ۲ تایلند | بانکوک، تایلند، ملی تایلند   | جام ملت‌های آسیا ۱۹۷۲          | علی جباری (۸۰ و ۸۶ و ۸۸) پرچا کیتبون (۶۹) – پراپون تانتاریانوند (۷۰)             |

## گلزنان
کلا ۱۹ بازیکن ایرانی با پیراهن تیم ملی ایران موفق به زدن گل به تیم ملی تایلند شده‌اند که جباری، دایی و پیوس با سه گل زده بهترین گلزنان ایران در تاریخ جدالهای تیم ملی ایران و تیم ملی تایلند میباشد.
برای تیم ملی تایلند نیز ۵ بازیکن مختلف پنج گل این تیم را زده‌اند

### گلزنان تیم ملی ایران
- ۳ گل : علی جباری – علی دایی – فرشاد پیوس
- ۲ گل : رضا قوچان‌نژاد – جواد نکونام – محسن گروسی – کریم باوی – حمید درخشان – حمید علیدوستی
- ۱ گل : اشکان دژاگه – علیرضا جهانبخش – جلال حسینی –غلامرضا عنایتی – علیرضا واحدی نیکبخت – مهرداد میناوند
نعیم سعداوی – سیروس قایقران – عبدالعلی چنگیز – ناصر محمدخانی – محمود معمار

### گلزنان تیم ملی تایلند
- ۱ گل : تیراسیل دانگدا – سیکسان بیتورات – کیاتیسوک – پراپون تانتاریانوند – پرچا کیتبون